# Alopecosa reimoseri
Alopecosa reimoseri är en spindelart som först beskrevs av Gábor von Kolosváry 1934.  Alopecosa reimoseri ingår i släktet Alopecosa och familjen vargspindlar.
Artens utbredningsområde är Ungern. Inga underarter finns listade i Catalogue of Life.